# チリメンモンスター

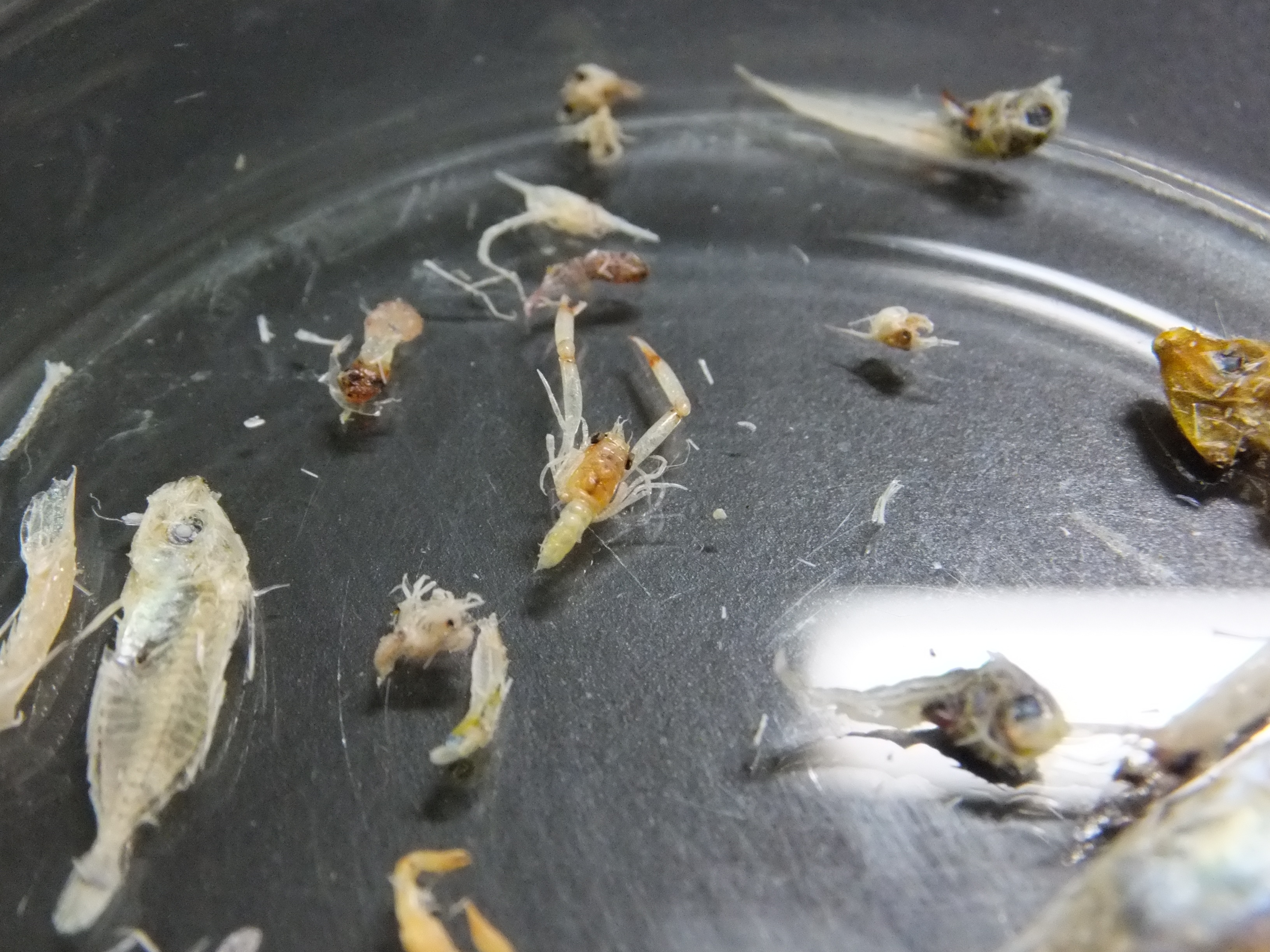
チリメンモンスター

チリメンモンスターは、ちりめんじゃこやシラスに混じった、カタクチイワシ（または、イワシ類）以外の生物の総称。略称は「チリモン」。命名は、きしわだ自然資料館、きしわだ自然友の会。
チリメンモンスター（チリモン）という呼称は、株式会社かね上の商標登録（登録第5272412号・登録第5217723号）、きしわだ自然友の会の商標登録（区分41類・第5289688号）であり、学術用語ではない。

## 概説
シラス干しやちりめんじゃこの加工物に、他の生物が混入していることは古くからあり、それを探すことを楽しむ層が存在していた。また、以前より類似の実習が各地で行われていた。そのようななかで、2004年8月の夏休みイベント「サイエンスフェスタ」で「チリメンモンスター」という名をつけて最初に実習（ワークショップ）を行ったのが、大阪府岸和田市にあるきしわだ自然資料館、きしわだ自然友の会である。ワークショップが好評を得、その後、全国に名が知られ、以後、各地で同様のイベント行われるときに、この名称が使われることがある。
チリメンモンスターに分類される生物は、そのほとんどがシラス漁の行われる海域に生息している底棲ないし遊泳棲の動物で、各種の稚魚やエビ類やカニ類などの節足動物の幼生が大部分を占めている。
この実習の特徴は、手軽に海の生き物の多様性や分類に触れることができることである。
これら小さな生き物を取り扱う中で、海を守り、生き物たちが安心して卵やこどもを産み、また育っていく環境を作ることの大切さを気づかせることも期待されている。
フグ
稀にフグの稚魚が混入するケースがある。弁護士ドットコムニュースの取材では、厚労省食品監視安全課は「ただ、フグの稚魚の毒性については、まだよくわかっていない状態ですので、もし疑われる魚が発見されたら、保健所にお話していただくのが良いと思います」、厚労省の担当者は「どうしても選別過程で除去しきれず、混入してしまうという事例はあります。もし発見された魚がフグの稚魚だった場合は、販売店やそれ以前の製造段階の事業者に指導が入ることになります」としている。

## 実習方法
- 材料（試料）

まじりものの多いちりめんじゃこが適している。市販品でも観察可能ではあるが、対象となる混入生物はあらかた取り除かれているため、ちりめんじゃこ製造業者や漁港で入手する方がはるかに多くのものが得られる。たとえば、株式会社カネ上より、実習用につかえる試料も市販がされている。
- 道具

チリメンモンスターを取り分ける皿、ピンセット、ルーペ（むしめがね）
- 方法

種類を同定する、形を楽しむ、封入物をつくるなど、様々である。
- 同定方法

きしわだ自然資料館から発行されているリーフレットや、市販されている図書を参考にすることにより、ある程度は可能。
更に、稚魚・プランクトン類が載っている魚類、海洋生物図鑑などの専門書を参照するとよい。
ウェブサイト「チリモン図鑑」では、チリメンモンスターの写真を投稿することにより、管理者から同定がされる。

### 同定に参考となる資料・ウェブサイト
- きしわだ自然資料館『これがチリメンモンスターだ！（改訂版リーフレット）』きしわだ自然資料館、2009年、8頁。

- きしわだ自然友の会『チリモン博物誌』幻戯書房、2009年、189頁。ISBN 9784901998444。
- 日下部敬之、きしわだ自然資料館、きしわだ自然友の会『チリメンモンスターをさがせ！』偕成社、2009年、64頁。ISBN 9784034376904。
- きしわだ自然資料館／監修　武田正倫／監修　いずもりよう／絵『チリメンモンスターのひみつ』偕成社、2016年、72頁。ISBN 9784034378403。
- ネイチャーおおさか 公益社団法人 大阪自然環境保全協会)  『チリモンWEB図鑑パンフレット』
- チリモン図鑑  (ネイチャーおおさか 公益社団法人 大阪自然環境保全協会)

## 種類
チリモンのグループ分けチャート
魚類のグループ…背骨がある。鰭がある。
1. アジのなかまの稚魚
2. アナゴのなかまの稚魚（レプトケファルス幼生）
3. イカナゴの仲間の稚魚
4. サバのなかまの稚魚
5. タイのなかまの稚魚
6. タチウオの稚魚
7. カサゴのなかま稚魚
8. タツノオトシゴの仲間の稚魚

節足動物（エビ・カニなど）のグループ…体が節のあるかたい殻でおおわれている
1. カニ・エビ類のゾエア幼生
2. カニ類のメガロパ幼生
3. シャコのアリマ幼生
4. カイアシ類（コペポーダ）
5. ワレカラのなかま
6. ウミノミ（あるいはクラゲノミ）のなかま

軟体動物（イカ・タコ・貝）のグループ…体がやわらかそう、または貝殻がある
1. イカの仲間
2. タコの仲間
3. 翼足類（浮遊棲の貝の仲間）

そのほかのグループ
1. ヤムシ類
2. ウニのなかま
3. クラゲのなかま
4. 海藻

### 図書等
- きしわだ自然資料館『これがチリメンモンスターだ！（リーフレット）』きしわだ自然資料館、2007年、8頁。
- きしわだ自然資料館『これがチリメンモンスターだ！（改訂版リーフレット）』きしわだ自然資料館、2009年、8頁。
- きしわだ自然友の会『チリモン博物誌』幻戯書房、2009年、189頁。ISBN 9784901998444。
- 日下部敬之、きしわだ自然資料館、きしわだ自然友の会『チリメンモンスターをさがせ！』偕成社、2009年、64頁。ISBN 9784034376904。
- きしわだ自然友の会チリモンバスターズ／編集『はじめましてのチリメンモンスター』2010年、49頁。
- きしわだ自然資料館／監修　武田正倫／監修　いずもりよう／絵『チリメンモンスターのひみつ』偕成社、2016年、72頁。ISBN 9784034378403。

### 雑誌記事等
- 渡辺克典・武修次（2004）サイエンスフェスタ2004出展報告．Melange, 3(5): 5-6.
- 風間美穂（2004）身近な素材で自然学習　〜チリメンジャコで海の観察〜．FromM, 18: 1-3.
- 藤田吉広 (2006）身近な海の小動物たち　「チリ・モン」探し．NatureStudy, 52(2): 5-6.
- 藤田吉広（2007）コラム：お皿の上の小さな水族館．Melange, 6(1): 1.
- 武修次（2007）サイエンスフェスタとジオ・カーニバルの出展報告．Melange, 6(1): 6-7.
- 風間美穂（2008）身近な海「大阪湾」を学ぶための新教材．FromM, 31: 1-2.
- 図師宣忠（2008）「チリモン」積もれば山となる　－研究と教育の結節点としてのミュージアムのかたち－．Melange, 7(3): 3-4.
- 川嶋隆義（2009）『チリメンモンスターをさがせ！』のつくり方．Melange, 8(4): 2-3.
- 藤田吉広（2010）コラム：チリメンモンスターの中の“モンスター”の話．Melange, 9(1): 1-2.
- 花﨑勝司（2010）魚類チリモンの同定ポイント．Melange, 9(1): 3-4.
- 井上信一（2010）メランジェキッズ：チリモン切り折り紙　メガロパ（カニの子ども）．Melange, 9(1): 2.
- 岸和田市消費生活研究会（2010）消費者の立場から見た大阪湾　〜市民アンケートの結果から〜．Melange, 9(1): 4-6.

### 新聞記事
- 『読売新聞』 2008年（平成１６年）8月25日「ジャコに紛れるエビ・タコ…その名は「チリモン」人気モン」
- 『朝日新聞 大阪市内版』 2012年（平成24年）6月20日　p.3「ますます勝手に関西遺産　チリモン　ようこそ食卓の異星人」
- 『朝日新聞』 2016年（平成24年）9月20日　「eco活プラス　海の「チリモン」探しにGO ジャコに交じる生物　身近な教材」